# Hamako Mori
Hamako Mori (18 de febrero de 1930), más conocida por su alias en línea Gamer Grandma (abuela jugadora de videjuegos en español), es una YouTuber japonesa de videojuegos y jugadora de esports. Se sabe que empezó a jugar a videojuegos desde 1981. En mayo de 2020, fue declarada la YouTuber de videojuegos más veterana del mundo, a la edad de 90 años al ser incluida en el Libro Guinnes de los récords. Fue elogiada y se convirtió en una sensación de Internet por sus habilidades con los videojuegos a pesar de su edad.

## Trayectoria
Mori comenzó a interesarse por los videojuegos en 1981, a los 51 años, tras enterarse de que sus hijos y nietos jugaban durante horas. Empezó a jugar con la consola Cassette Vision, que salió a la venta oficialmente en Japón el 30 de julio de 1981. Después pasó a la clásica consola japonesa Nintendo Entertainment System. Mori se atrevió con la PlayStation en la década de 1990.
Al principio, Mori jugaba sola a videojuegos y, en 2014, creó un canal de YouTube de juegos bajo el nombre de Gamer Grandma con el fin de conectar con otros jugadores de distintas partes del mundo. Lanzó el canal de YouTube en japonés y, al parecer, publicaba al menos cuatro vídeos de sus juegos al mes, ganando popularidad con más de un millón de visitas a su página. También empezó a retransmitir en directo juegos como Call of Duty: Modern Warfare y GTA 5 a través de su cuenta oficial de YouTube, y reveló que suele pasar una media de tres o más horas al día jugando a sus juegos favoritos, como The Elder Scrolls V: Skyrim, Super Mario Bros, Dragon Quest, Final Fantasy, Call of Duty y Grand Theft Auto V.
En mayo de 2020, se informó que Mori tenía más de 250.000 suscriptores en YouTube y en junio de 2020, tenía aproximadamente 300.000 suscriptores. A partir del 13 de mayo de 2020, fue reconocida internacionalmente y se le otorgó el Récord Mundial Guinness por convertirse en la YouTuber de juegos más longeva del mundo a la edad de 90 años. En junio de 2021, alcanzó los 500.000 suscriptores en la mencionada plataforma.